# Hauptstraße (Radebeul)

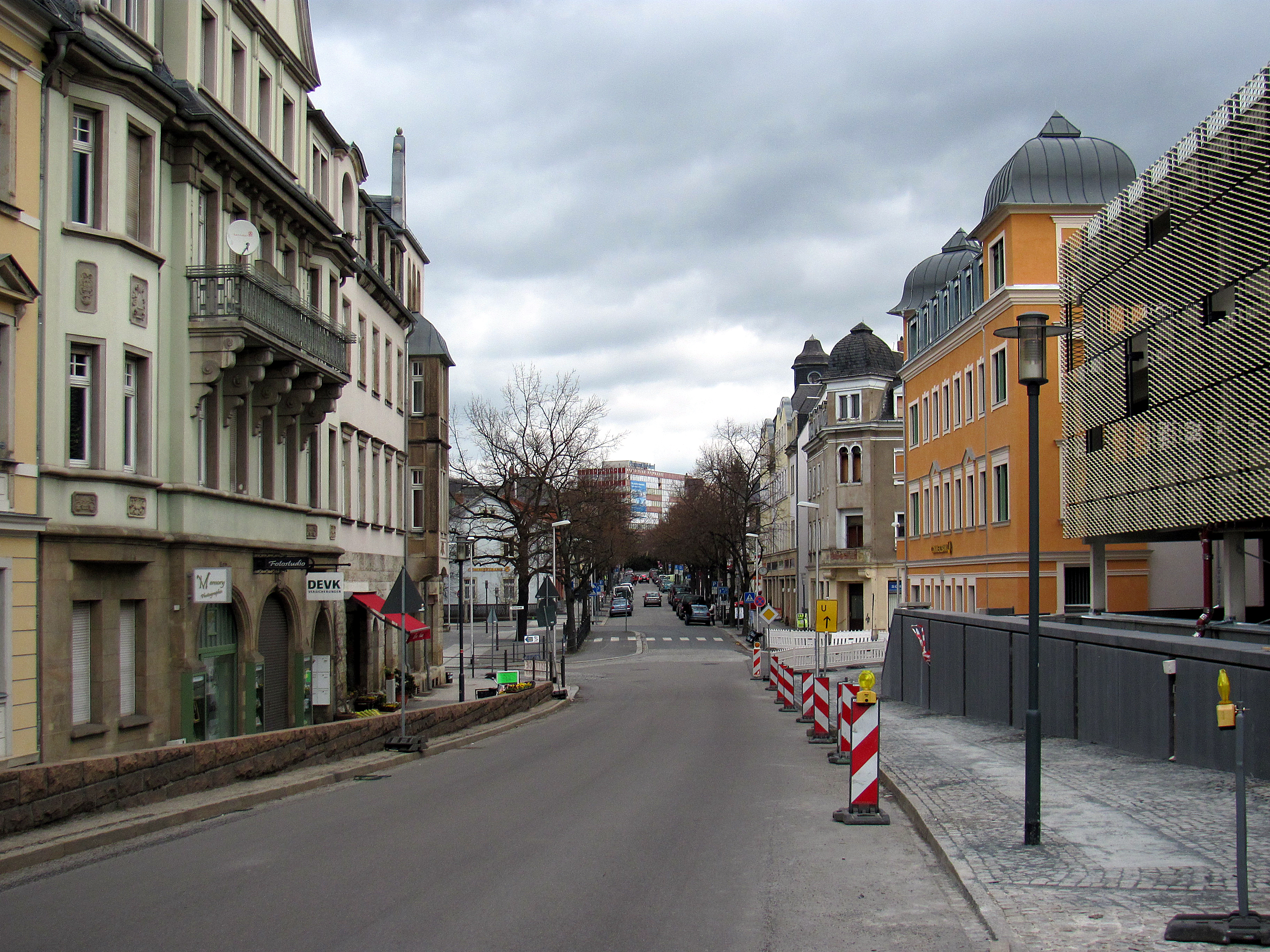
Hauptstraße, Blick über die Kreuzung Pestalozzistraße nach Norden

Die Hauptstraße ist eine Innerortsstraße in der sächsischen Stadt Radebeul, in den Stadtteilen Alt-Radebeul und Oberlößnitz. Sie stellt die Verbindung dar zwischen dem Robert-Werner-Platz und damit dem historischen Dorfkern von Radebeul (Am Kreis) und der wichtigsten Längsachse von Radebeul, der Meißner Straße. Die Hauptstraße als Querstraße zur Meißner Straße stellt nach dem Radebeuler Zentrenkonzept die Einkaufs- und damit die Hauptstraße von Radebeul-Ost dar, so wie dies für die Bahnhofstraße in Radebeul-West festgelegt ist. Zudem führt die Hauptstraße am ehemaligen Oberlößnitzer Rathaus vorbei auf die ehemalige Weinbergsflur von Radebeul, d. h. Oberlößnitz. Die Gesamtlänge beträgt etwa 1,2 Kilometer, das Teilstück bis zur Meißner Straße ist gut 500 Meter lang.

## Bebauung

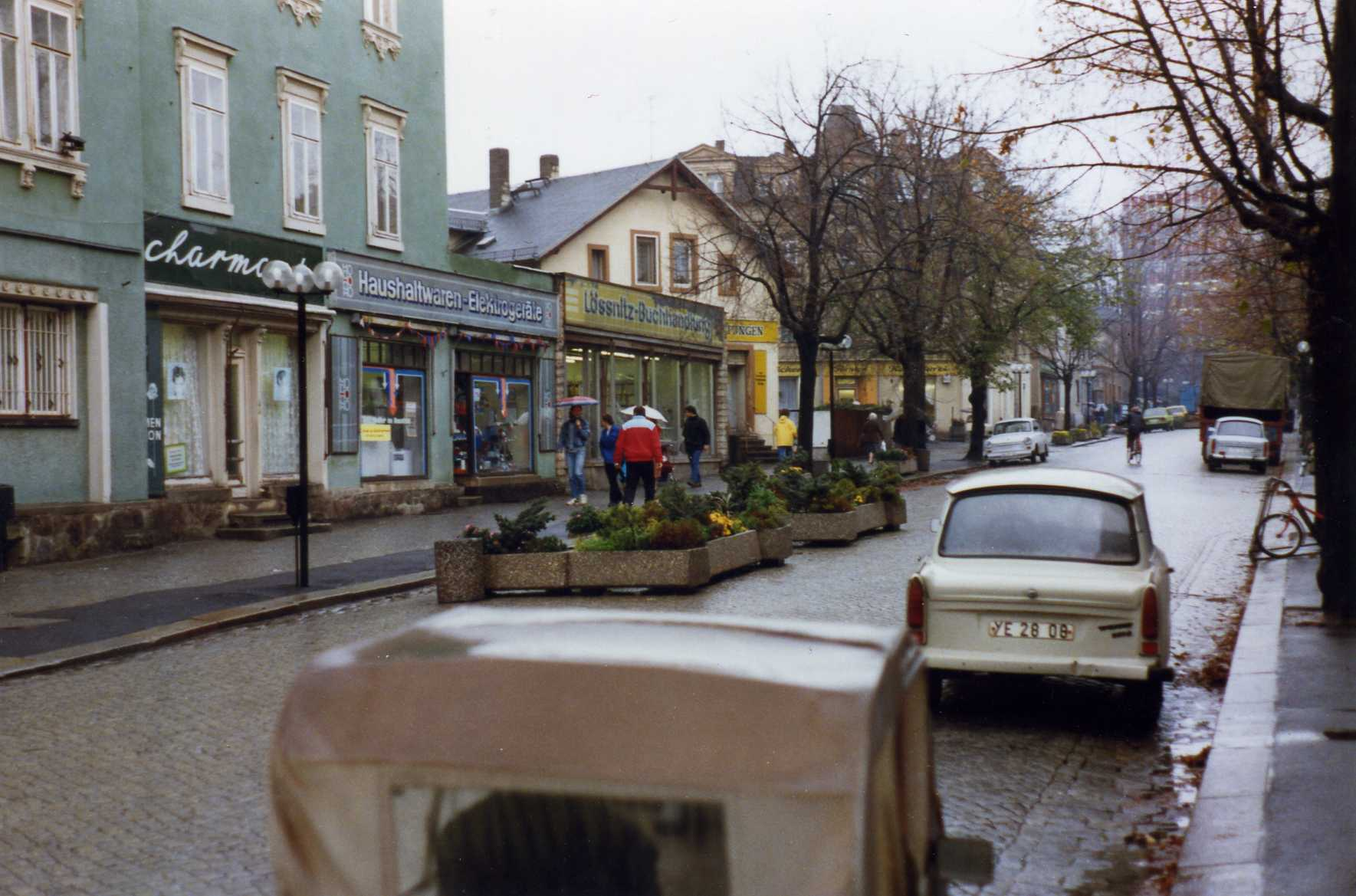
Hauptstraße, November 1989

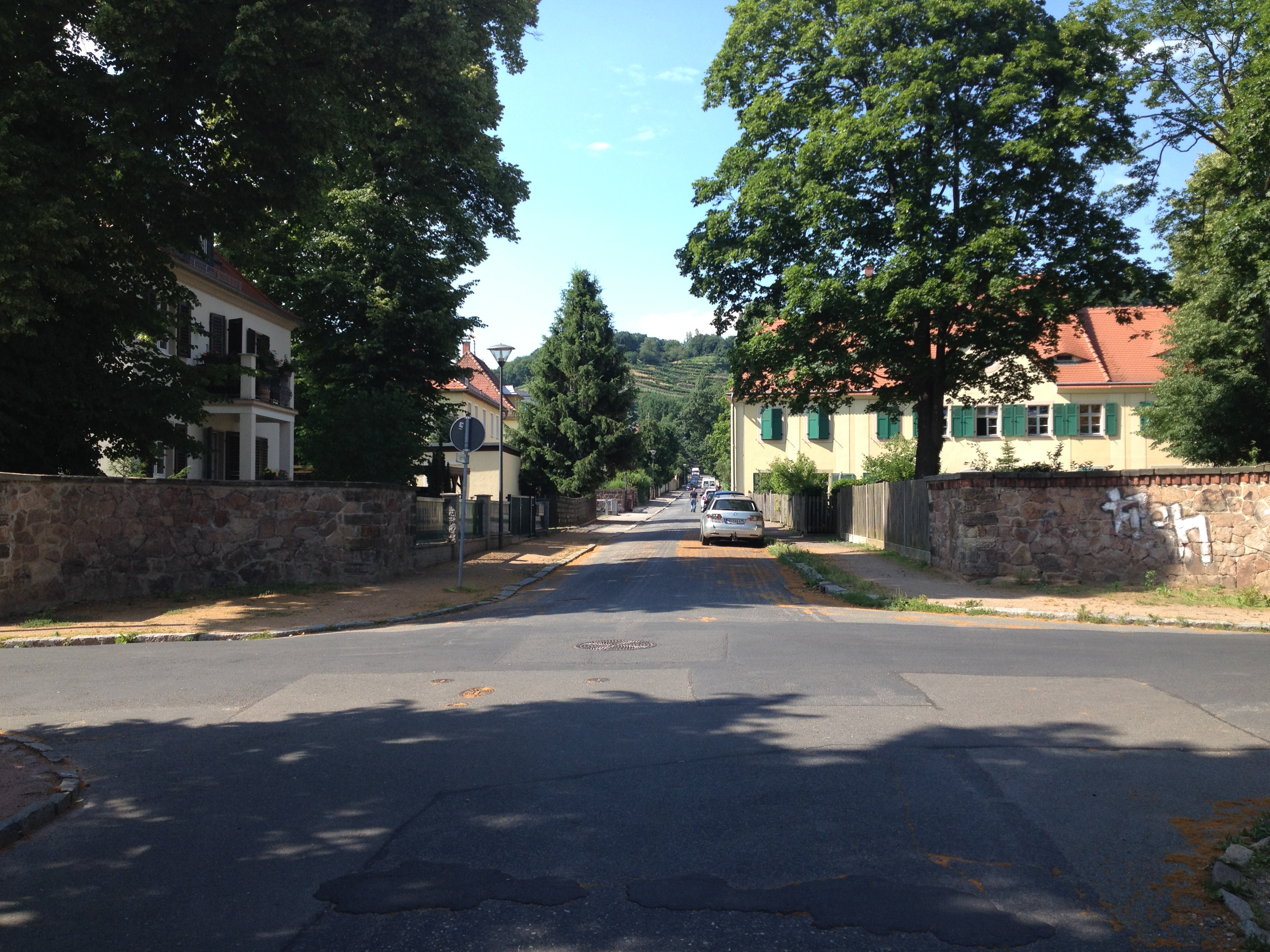
Hauptstraße in Oberlößnitz beim Gasthof „Zum Russen“, Kreuzung mit der Maxim-Gorki-Straße

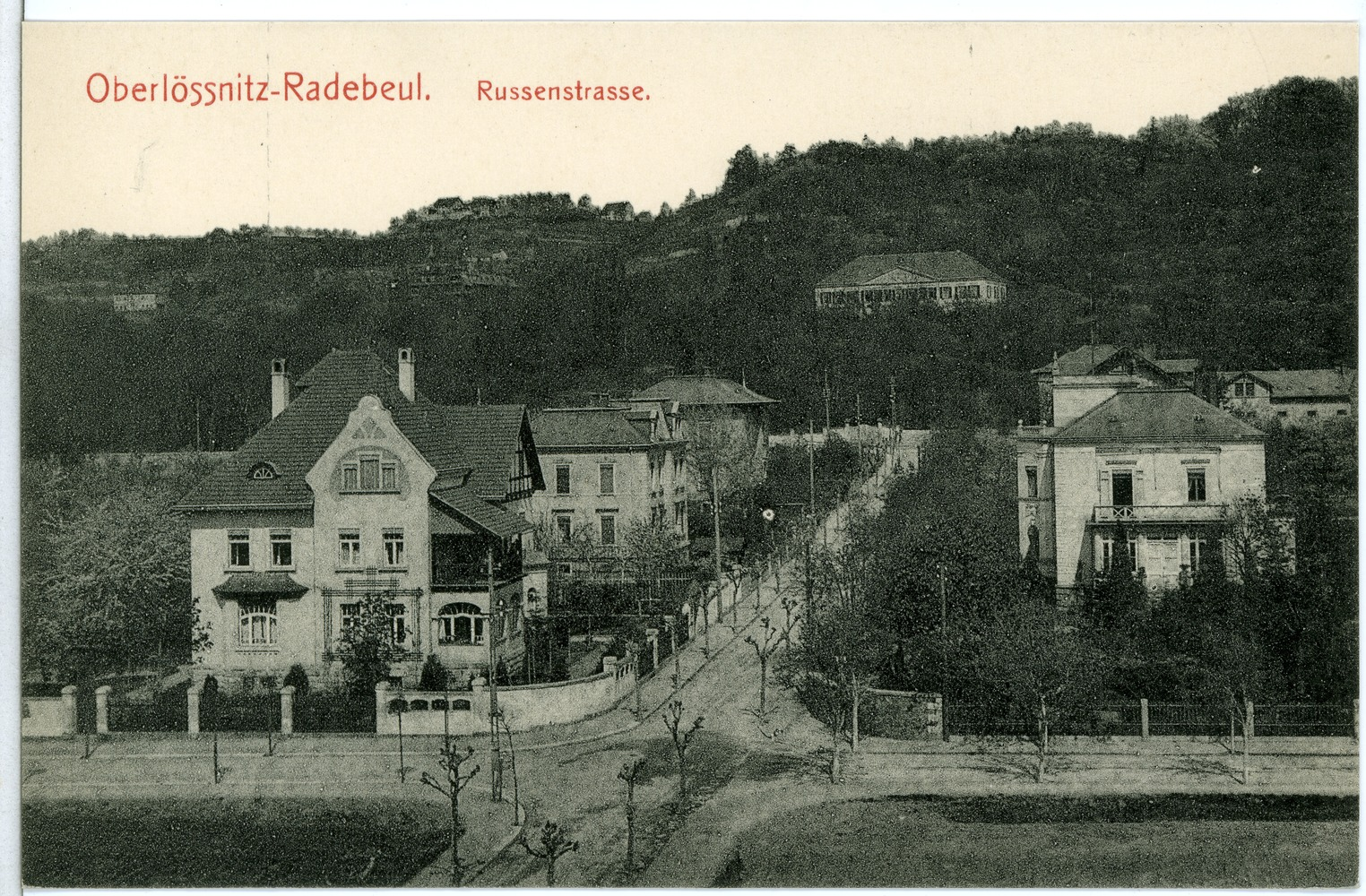
Das nördliche Ende der Hauptstraße in Oberlößnitz (1909, noch als Russenstraße), am Hang oberhalb des Augustuswegs die Villa Wach

Die Benummerung der Hausadressen beginnt am Robert-Werner-Platz auf der Ostseite der Straße, d. h. von dort aus verlaufen auf der rechten Straßenseite die Nrn. 1 bis 29 an der Meißner Straße, auf der linken Straßenseite geht es bis zur Nr. 26. Nördlich der Meißner Straße laufen auf der rechten Seite die Nrn. 31 bis 55, links die Nrn. 28 bis 66.
Zahlreiche der an der Bahnhofstraße liegenden Gebäude stehen heute unter Denkmalschutz und sind daher in der Liste der Kulturdenkmale in Radebeul (Gemarkung) und Liste der Kulturdenkmale in Radebeul-Oberlößnitz aufgeführt, teilweise mit Adressen von Querstraßen:
- Alt-Radebeul: Nr. 1 (Teil der Wohnanlage Robert-Werner-Platz), Gartenstraße 10, Nr. 4 (Teil der sogenannten Funkenburg), Nr. 6 (Teil der sogenannten Funkenburg), Nr. 8 (Teil der sogenannten Funkenburg), Sidonienstraße 1 (Denkmal abgebrochen und ersetzt), Nr. 9 (jetzt Sidonienstraße 2i), Schillerschule (Nr. 10), Nr. 11, Nr. 15, Wichernstraße 1b, Nr. 16, Nr. 20, Nr. 22, Nrn. 25/27
- Oberlößnitz: Gasthof „Zum Russen“ (Nr. 47), Oberlößnitzer Rathaus (Nr. 49), Nr. 53, Nr. 58, Sachsenstraße 7, Nr. 62, Villa Marie (Nr. 64)

In der Kreisdenkmalliste von 1979 war die Straßenkreuzung Ernst-Thälmann-Straße/Pestalozzistraße denkmalgeschützt, zusammen mit den Eckgebäuden (Schillerschule, Ernst-Thälmann-Straße 8, Ernst-Thälmann-Straße 9 und die 2011 abgerissene und durch eine ähnliche Neubauecke ersetzte Sidonienstraße 1).
Zwischen dieser Straßenkreuzung, die nach Osten auch noch in die Sidonienstraße führt, und dem Robert-Werner-Platz überquert der Straßenzug die Gleise der von 1837 bis 1839 eingerichteten Ferneisenbahnverbindung Leipzig–Dresden. Ab 1883 kamen noch die Gleise der schmalspurigen Lößnitzgrundbahn hinzu. Seit Anfang des 20. Jahrhunderts werden die Bahnanlagen nicht mehr ebenerdig gekreuzt, sondern von einer Straßenbrücke überwölbt, die von der Wohnanlage Robert-Werner-Platz im Süden bis zur Funkenburg im Norden reicht.

## Namensgebung
Der Weg der Hauptstraße ist eine der Altstraßen; er wurde 1641 als Viehetreibe erwähnt und führte vom Dorfkern Radebeuls nach Norden bzw. Nordosten in die Waldhutungflächen der Jungen Heide. Für später ist die Bezeichnung Triebenweg dokumentiert.
Nachdem 1860 der Bahnhof Radebeul eröffnet worden war, erhielt die Straße südlich der Meißner Straße spätestens 1872 den Namen Bahnhofstraße. Wohl in diesem Zusammenhang wurde der nördliche Teil in Russenstraße umbenannt, nach dem dort liegenden Gasthof „Zum Russen“.
Der unterschiedlich benamt aus Bahnhofstraße und Russenstraße bestehende Straßenzug wurde 1933 wieder gemeinsam in Hindenburgstraße umgewidmet und 1945 in Ernst-Thälmann-Straße.
Nach der Wende, 1991, wurde der Straßenname Hauptstraße vergeben.

### Rennsteig
Ausgehend von der Elbfurt bei Serkowitz (Altserkowitz) verlief im Mittelalter der Rennsteig als hochwasserfreie Umgehung der sumpfigen Elbniederung am nördlichen Rand der Seewiesen entlang zum Rundling des Dorfes Radebeul und von dort durch die Junge Heide nach Klotzsche, von wo er ab dem Schenkhübel deckungsgleich mit der Salzstraße bis nach Bühlau ging.
Ob die Bahnhofstraße als Viehweg in die Junge Heide Teil des Rennsteigs war oder der Weg ab dem Robert-Werner-Platz einen östlicheren Pfad nahm, wäre herauszufinden.

### Bahnhofstraßen in den Lößnitzortschaften
In den Lößnitzortschaften gab es ab dem 19. Jahrhundert Bahnhofstraßen. Auch wenn diese zwischenzeitlich umbenannt wurden, konnte wegen der Vereinigung von Kötzschenbroda und Radebeul 1991 nur eines von beiden Ortszentren am jeweiligen Bahnhof den Straßennamen erhalten. Während am Bahnhof Radebeul West der Name Bahnhofstraße gewidmet wurde, gab es für die Straße beim Bahnhof Radebeul Ost den Namen Hauptstraße.

### Hauptstraßen in den Lößnitzortschaften
Diverse Straßen in den vorher selbstständigen Gemeinden trugen den Namen Hauptstraße, der bei Vereinigung mit einer Nachbargemeinde aufgegeben werden musste, da doppelte Namensvergabe nicht zulässig war.
- Alt-Radebeul und Serkowitz: Der Straßenzug aus Hauptstraße in Alt-Radebeul und Radebeuler Straße in Serkowitz wurde 1905 wegen der Eingemeindung nach Alt-Radebeul insgesamt in Serkowitzer Straße umbenannt.
- Serkowitz: Die Obere Hauptstraße wurde 1905 wegen der Eingemeindung nach Alt-Radebeul in Arndtstraße umbenannt.
- Naundorf: Die Hauptstraße wurde 1924 wegen der Vereinigung mit Kötzschenbroda in Altnaundorf umbenannt.
- Wahnsdorf: Die Hauptstraße wurde 1934 wegen der Vereinigung mit Radebeul in Altwahnsdorf umbenannt.
- Kötzschenbroda: Die Hauptstraße wurde 1935 wegen der Vereinigung mit Radebeul in Altkötzschenbroda umbenannt.
- Radebeul einschließlich Oberlößnitz: Die Ernst-Thälmann-Straße wurde 1991 in Hauptstraße umbenannt.

## Anwohner

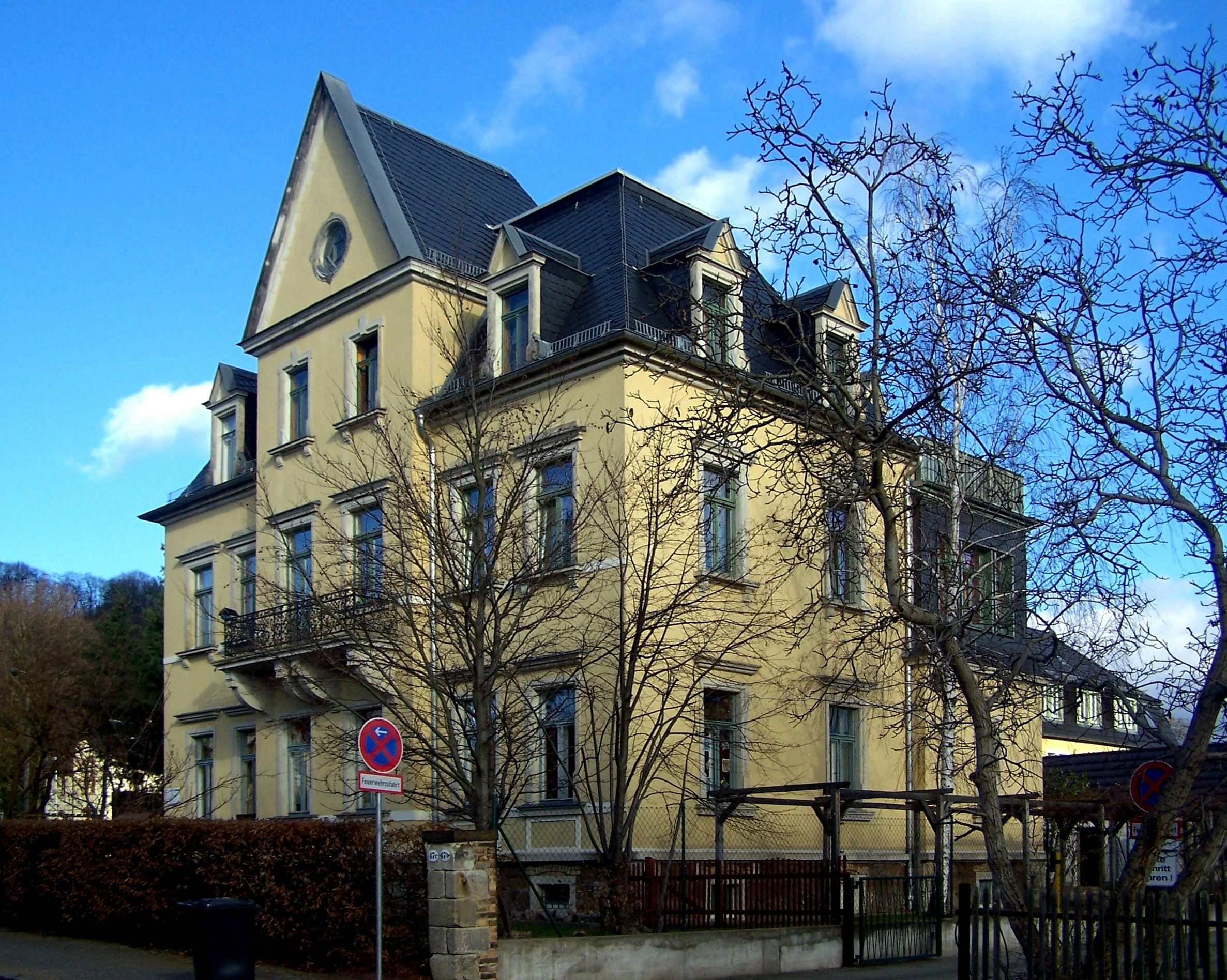
Ehemaliges Oberlößnitzer Rathaus

Nach der Eingemeindung von Oberlößnitz nach Radebeul bewohnte der Oberbürgermeister und NSDAP-Ortsgruppenleiter Heinrich Severit das zum Wohnhaus umgewidmete ehemalige Oberlößnitzer Rathaus (Nr. 49).
In der Nr. 8, dem Eckhaus der sogenannten Funkenburg, wohnte der Maler Paul Martin Leonhardt.